# Melin-Idgunji, Honavar
Melin-Idgunji là một làng thuộc tehsil Honavar, huyện Uttar Kannad, bang Karnataka, Ấn Độ.